# Birmingham Bulls (Footballteam)
Die Birmingham Bulls sind ein American-Football-Team aus der englischen Stadt Birmingham.

## Geschichte
Gegründet wurden die Bulls 1983 und sind damit eines der ältesten Teams Großbritanniens. Seit 1984 nehmen sie am Ligaspielbetrieb teil. 
Den ersten großen Erfolg konnten die Bulls 1986 feiern, als sie zum ersten Mal britischer Meister wurden. Im selben Jahr belegen sie bei der erstmals ausgetragenen European Football League den dritten Platz. Auf dem Weg zum kleinen Finale, das sie mit 21:0 gegen die Amsterdam Rams gewannen, schalteten die Bulls im Viertelfinale den deutschen Vertreter Ansbach Grizzlies mit 29:18 aus.
Weitere Meistertitel folgten 1988, 1991 und 1995, zudem wurden die Bulls fünfmal Vizemeister. Bei drei weiteren Eurobowl teilnahmen scheiterten die Bulls jeweils im Viertelfinale. 
Von 1984 bis 2007 verzeichneten die Bulls in Ligaspielen immer eine positive Siege-Niederlagen-Bilanz. Diese Serie riss allerdings in der Saison 2008, in der dem Team nur ein Sieg, bei sieben Niederlagen, gelang. 
Im Jahr 2013 beendete das Juniorenteam der Bulls eine ungeschlagene Saison mit einem Sieg über die Woodham Warriors im Junior Britbowl im Keepmoat Stadium und wurde nationaler Meister.
2014, im zweiten und letzten Jahr der Amtszeit des ehemaligen Redditch Arrows Head Coaches Ian Hill, kamen die Bulls trotz vieler Neulinge bis ein Spiel vor den Play-offs.
2015 gab es eine Ligareform. Die Bulls wurden in die Division One SFC North eingeteilt, wobei der ehemalige Spieler Mark Pagett die Leitung übernahm.
Nach zwei Übergangssaisons, in denen viele Neulinge regelmäßig Spielzeit bekamen, da zahlreiche erfahrene Spieler zurückgetreten oder zu anderen Vereinen gewechselt waren, stiegen die Bulls nach nur einem Saisonsieg 2017 in die Division Two ab. Mark Pagett trat als Head Coach zurück, und die Bulls ernannten Matthew Sheldon 2018 zum neuen Cheftrainer für ein neues Kapitel des „Bulls Football“.
Nach der Covid-Pause spielten die Bulls 2021 in einer Division mit den Swindon Storm aus Division 1 und den Bristol Aztecs aus der Premier League, was zu einer Bilanz von 4-2-1 führte.
Die Saison 2022 brachte eine Rückkehr zum regulären Divisionsspielbetrieb, wobei die Bulls auf die divisionstitelgewinnenden Leicester Falcons trafen. Dies führte zu einer Saisonbilanz von 4-6.
Im Jahr 2023 setzten die Bulls ihre Division-1-Kampagne fort und trafen auf die Divisionsrivalen Caesars und Romans. Außerdem sicherten sie sich einen Sieg gegen die Sheffield Giants und beendeten die Saison mit einem Erfolg gegen die Steelers, sodass sie sie mit einer Bilanz von 4-5-1 abschlossen.
Auch die Jugendmannschaften der Bulls konnten bereits einige Erfolge verbuchen. Das Juniorenflagteam gewann 2000 und 2001 das BYAFA Junior Flag Final und 1994 gewann das Junior-Tackle-Football-Team den BYAFA Kitted Bowl VII.